# Camp militaire Mura
Vous venez d’apposer le modèle de débat d'admissibilité.
Avant toute chose, veuillez créer la page de débat correspondante en cliquant ici.
- Une fois la page de vote initialisée, rafraîchissez cette page, et le bandeau prendra son aspect définitif.
- Si votre débat d'admissibilité est groupé (le motif et l’argumentation doivent être les mêmes), modifiez cette page pour ajouter au modèle le paramètre « cat » suivi du nom de la page de discussion de l’article pour lequel la page de débat existe déjà (ex. : cat=Discussion:Nom_de_l'autre_article). Ensuite, suivez les nouvelles instructions qui apparaissent.
- Vous pouvez également utiliser le paramètre « type » pour faciliter l’accès aux critères d’admissibilité. Exemple : {{suppression|type=mot-clé}}. Liste des mots-clés existants : fiction, musique, art visuel, fanzine, jeu de société, porno, sportif, association, enseignement, société, site web, route, nombre, (Liste complète ici).

| 1. | Créez la page de débat d'admissibilité.                                                                      | Sauvegardez d’abord la page pour l’initialiser puis indiquez votre motivation.             |
| 2. | Important : ajoutez une entrée dans la section Débat d'admissibilité du jour.                                | Utilisez ce texte : *{{L\|Camp militaire Mura}}                                            |
| 3. | Pensez à informer les contributeurs principaux de la page et les projets associés lorsque cela est possible. | Utilisez ce texte : {{subst:Avertissement débat d'admissibilité\|Camp militaire Mura}}~~~~ |

Le Camp militaire Mura, connu sous le nom du centre d'instruction militaire de Mura, est situé à environ 5 kilomètres de Likasi, dans la province du Haut-Katanga, en république démocratique du Congo. Il sert de centre de formation pour les Forces armées de la république démocratique du Congo (FARDC).

## Formation des sous-officiers
En mars 2021, 207 jeunes, dont 5 femmes, ont intégré officiellement les FARDC après une formation de six mois au centre de Mura. Sur les 243 élèves inscrits, 207 ont réussi, soit un taux de réussite de 88,8 %. Les nouveaux sous-officiers, promus au grade de sergent, ont été exhortés à faire preuve de discipline et de professionnalisme dans la protection de l’intégrité territoriale,.

## Épidémie de choléra en 2024
En février 2024, le centre a été confronté à une épidémie de choléra, avec 144 cas recensés et 14 décès en une semaine. Le général Eddy Kapend, commandant de la XXIIe région militaire, a attribué cette situation à l'insalubrité et à la forte concentration de personnes dans le camp. L'UNICEF a apporté son soutien pour maîtriser l'épidémie et améliorer les conditions sanitaires du centre,.
Le centre d'instruction militaire de Mura joue un rôle essentiel dans la formation des sous-officiers des FARDC, contribuant ainsi au renforcement des capacités de l'armée congolaise.